# Флаг Франции
Флаг Фра́нции (фр. drapeau tricolore или drapeau bleu-blanc-rouge, drapeau français, реже le tricolore, на военном жаргоне — les couleurs) — является национальной эмблемой Франции в соответствии со 2-й статьёй французской конституции 1958 года. Он состоит из трёх вертикальных равновеликих полос: синей — у древкового края, белой — в середине и красной — у свободного края полотнища. Отношение ширины флага к его длине — 2:3. Введён в использование 15 февраля 1794 года.

## Происхождение цветов
- Синее знамя использовалось ещё со времён Хлодвига I, первого франкского короля, и было связано с цветом облачения святого Мартина Турского, покровителя Франции. По легенде, святой поделился своим плащом (синего цвета) с нищим у Амьена, а Хлодвиг после принятия христианства около 498 года сменил в его честь белое знамя на синее.

- Белый цвет в период с 1638 по 1790 гг. являлся цветом королевского флага и некоторых морских знамён. С 1814 по 1830 гг. он также был цветом стягов королевской армии. Белый цвет символизирует Францию и всё то, что связано с божественным порядком, с Богом (отсюда и выбор этого цвета в качестве основной эмблемы королевства — по официальной доктрине, власть короля имела божественное происхождение).

- Во времена правления Гуго Капета и его потомков короли Франции имели красную орифламму в честь святого Дионисия, так как он был легендарным основателем аббатства, которое со времён Дагоберта I было особенно почитаемо.

## История

### Средние века
Один из первых королей франков Хлодвиг Меровинг имел белое знамя с изображением трёх жаб. В 496 году он принял христианство и сменил белое полотнище своего флага на синее — символ святого Мартина, считавшегося покровителем Франции.
Знаменем Карла Великого стало трёххвостое красное полотнище с изображением шести сине-красно-жёлтых роз (на фреске IX века из Латеранского дворца оно зелёное). Однако после распада Франкской империи в Западно-Франкском королевстве вновь стали использовать синий флаг.
|  |

В первой четверти XII века в правление короля Людовика VI Толстого (также указываются Людовик VII, Филипп II или Людовик VIII) на синем полотнище появились золотые лилии (рис. 1) (символизировавшие в Средние века Пресвятую Деву), число и расположение которых было самым различным. Этот флаг получил название «Знамени Франции». В правление Карла V из династии Валуа на флаге осталось только три лилии (рис. 2), как принято считать, в честь Святой Троицы. Однако его преемник Карл VI по разным случаям использовал как герб с тремя лилиями, так и герб, усыпанный лилиями. Также существует мнение, что сокращение лилий было вызвано желанием французских монархов разграничить собственный герб и герб королей Англии. Последние со времён Эдуарда III использовали герб, полученный счетверением французских лилий с английскими львами, демонстрируя таким образом претензии на французский трон.
В период Столетней войны символом французских войск был белый прямой крест на синем или красном поле (Рис. 3). Красный — цвет запрестольной хоругви аббатства Сен-Дени, с XII в. по XV в. бывшей штандартом французских королей. Крест же, вероятно, напоминал о третьем крестовом походе 1189 года. Знаменем патриотов стало белое полотнище с традиционными лилиями, на одной стороне которого изображался французский герб, а на другой — Бог и два ангела, надписи «Иисус Христос» и «Мария» (Рис. 4). В качестве отличительных знаков сторонниками Жанны д’Арк широко использовались атрибуты белого цвета (символа Пресвятой Девы): шарфы, повязки, перья, вымпелы. После окончания Столетней войны флагом французских королей снова стало синее полотнище с тремя золотыми лилиями. При королях Орлеанской династии белый цвет приобрёл значение национального.
При королях из династии Бурбонов в качестве государственного использовался белый флаг, усеянный золотыми лилиями. В центре флага помещался синий щит с лилиями, окружённый цепями орденов Святого Духа и Святого Михаила и поддерживаемый двумя ангелами (рис. 6 и 7).
Указом от 15 апреля 1689 года торговым кораблям было запрещено нести белый флаг — торговые суда должны ходить под синим флагом с белым крестом (рис. 8) — «старым флагом французского государства». На королевских же военных кораблях поднимали полностью белый флаг (рис. 9 и 10).
- Флаг Франции в период XII—XIII вв.
(Рис. 1)
- Флаг средневековой Франции в период XIV—XVI вв.
(Рис. 2)
- Осада Руана французскими войсками, 1449 г.
(Рис. 3)
- Знамя Жанны д’Арк. Фрагмент картины Шарля Ленепвё
(Рис. 4)
- Флаг королевской семьи
(Рис. 5)
- Штандарт Людовика XIV
(Рис. 6)
- Флаг Франции, использовавшийся королями династии Бурбонов
(Рис. 7)
- Флаг, использовавшийся на торговых судах с XVII в. до 1790 г.
(Рис. 8)
- Военно-морской флаг Королевства Франции с XVII в. до 1790 г.
(Рис. 9)
- Французский военный корабль на фрагменте картины, изображающей бой при Мартинике
(Рис. 10)
- Государственный флаг в период реставрации Бурбонов 1814—1830 гг.
(Рис. 11)
- Государственный флаг Франции при Июльской монархии
(Рис. 12)
- Личный флаг главы Французского государства маршала Анри Петена
(Рис. 13)
- Флаг Франции с 1974 по 2020 год. Синий цвет более светлый. Утверждён Президентом д'Эстеном, чтобы синий цвет совпадал с цветом флага ЕС. 
(Рис. 14)

### Революционные кокарды
В воскресенье 12 июля 1789 года в садах Пале-Рояля Камилл Демулен прикрепил к своей шляпе зелёный листок. Он убеждал толпу сделать то же самое — этот жест означал всеобщую мобилизацию. Довольно быстро было замечено, что зелёный цвет является цветом чрезвычайно непопулярного в народе графа д’Артуа (будущего Карла X), и поэтому зелёную кокарду поспешили заменить на кокарды других цветов, особенно синие и красные. После взятия Бастилии красные и синие кокарды стали самыми распространёнными, так как эти цвета были цветами муниципальной гвардии Парижа, происходившими из его герба. Рассказывают также, что два парижских гвардейца были триумфально пронесены через весь Париж, так как именно они первыми смогли проникнуть в Бастилию (а их униформа была трёхцветной).
Таким образом, во время Французской революции парижские бойцы носили синие и красные кокарды. Согласно преданию, через несколько дней после взятия Бастилии у Лафайета появилась идея включить в кокарды белый цвет (а в то время это был цвет монархии), его нововведение было с энтузиазмом принято. Вполне возможно, что Лафайет, которому случалось драться на стороне американских повстанцев, увидел в этих трёх цветах напоминание об американских кокардах. Во всяком случае, очевидно, что соединение красного, синего и белого означало в пятницу 17 июля 1789 года признание парижской муниципальной гвардии как полноценной части вооружённых сил Франции.
Трёхцветная кокарда, таким образом, была создана Лафайетом в июле 1789 года.
Интересно, что в текстах того времени белый цвет воспринимался не как королевский, а как цвет всей Франции или королевства как такового. Легенда о том, что это было соединение цветов Парижа и белого королевского цвета, появилась уже значительно позже. Согласно этой версии, 17 июля 1789 года король прибыл в Париж и в Отеле де Вилль мэр города Балльи (в присутствии Лафайета и многих других) вручил ему кокарду Национальной гвардии.

### Первые флаги
Первый республиканский флаг — кормовой флаг военных кораблей — был принят 24 октября 1790 года. Он был белого цвета, цвета Франции; в крыже был изображён прямоугольник, состоящий из трёх вертикальных полос — красной, белой и синей, «цветов свободы» по терминологии того времени. Прямоугольник был окружён белой каймой, белая кайма была окружена в свою очередь ещё одной каймой, состоящей из двух частей — ближе к древку синей, а с другой стороны — красной.
Второй военно-морской трёхцветный флаг республики был принят 15 февраля 1794 года — именно к нему относится распоряжение «синий у древка, белый в центре и красный в конце», принятое по настоянию члена Комитета общественного спасения Жан Бона Сент-Андре, курировавшего военный флот. Рисунки флагов и вымпелов делал художник Жак Луи Давид. 17 февраля 1794 года этот флаг подняли военные корабли Океанской эскадры. С 15 февраля 1794 года этот флаг был провозглашён национальным флагом Франции.

### Наполеоновская унификация
Знамёна сухопутной армии начиная с 1791 года, так же как знамёна национальной гвардии с 1789 года, состояли из трёх цветов, но по обычаю того времени все имели разные виды. Так, в битве на Аркольском мосту у Наполеона было белое знамя с изображением позолоченных фасций (пучков розг с секирами) ликторов в центре с четырьмя синими и красными ромбами по углам. Это разнообразие было тогда присуще знамёнам, например, на кокардах цвета были расположены в произвольном порядке и не подчинялись никакой унификации.
Изначально на военных знамёнах часто изображался белый прямой крест, украшенный красным, синим и зелёным. Рисунки варьировались от одного полка к другому.
Первая унификация военных знамён произошла в 1804 году: белый ромб в центре и чередующиеся синие и красные треугольники по углам, золотые надписи располагались также в центре. Они носили название «орлов» по примеру вексиллумов Римской империи (орлы венчали древко знамени).
Рисунки на вертикальных полосах знамён сухопутных войск сохранялись вплоть до 1812 года.

## Размер и цвета
- Флаг Франции
(1794—1815 и 1830—1958)
- Флаг Франции
(1958—1974)
- Флаг Франции
(1974—2020)

В течение долгого времени трёхцветный флаг имел неравные полосы, иногда красная полоса находилась у древка, иногда синяя. По решению Наполеона Бонапарта флаг принял современный вид: три полосы должны иметь равную ширину, а у древка всегда должна располагаться синяя полоса.
2-й статьёй французской конституции 1958 года оттенки цветов флага были уточнены, более яркие были определены и приняты при Жискар д'Эстене, в 1974 году, а в июне 2020 года Эмманюэль Макрон решил вернуться к более тёмным оттенкам.
| Схема                  | Синий       | Белый         | Красный     |
| ---------------------- | ----------- | ------------- | ----------- |
| Цветовая модель Пантон | Reflex Blue | Safe          | Red 032     |
| CMYK                   | 100.70.0.5  | 0.0.0.0       | 0.90.86.0   |
| RGB                    | (0,85,164)  | (255,255,255) | (239,65,53) |
| HTML                   | #0055A4     | #FFFFFF       | #EF4135     |
| NCS                    | S 2565 R80B | N/A           | S 0580 Y80R |

На сегодняшний день флаг должен иметь длину, превышающую на 50 % его ширину (отношение 2:3), а полосы должны быть равны. Церемониальные флаги имеют квадратную форму, но и на них полосы имеют одинаковую ширину. Морские флаги тоже имеют отношение 2:3, но здесь цветные полосы не равны — они имеют отношение 30:33:37.

## Галерея
- Флаг Франции над Кафедральным собором
- На старинной крепости
- Во время финала чемпионата мира по футболу 2006
- Вместе с флагом Евросоюза
- На праздновании Дня взятия Бастилии